# Erich Förste
Erich Förste (* 11 de febrero de 1892 en Magdeburg; † 10 de julio de 1963 en Kiel) fue un marino alemán que llegó a almirante en la Segunda Guerra Mundial.

## Vida
Tras estudiar en el Instituto Rey Alberto de Leipzig, Förste ingresó como guardiamarina en la Marina Imperial alemana el 1 de abril de 1910 y cursó su instrucción elemental en el crucero protegido Hertha. Estudió en la Escuela Naval, donde el 15 de abril de 1911 fue ascendido a alférez de fragata, y el 1 de octubre de 1912 fue destinado al Friedrich der Große, un acorazado del tipo Dreadnought. Allí fue ascendido el 27 de septiembre de 1913 a Leutnant zur See -empleo inferior al de alférez de navío- y tras estallar la Primera Guerra Mundial fue oficial de guardia y ayudante en el buque. Tras su ascenso a alférez de navío el 22 de marzo de 1916, siguió los cursos de la Escuela de Submarinos y pasó a ser oficial de guardia en el U 86. Desde principios de marzo de 1918 Förste asumió por primera vez el mando de su propio submarino, el UB 34. Entre el 4 de septiembre y el 9 de noviembre de ese año fue comandante del UB 99, ocupándose hasta el 28 de febrero de 1919 en la liquidación de la 1.ª Flotilla de Submarinos.
Förste se integró por breve tiempo como jefe de compañía en la 3.ª Brigada de Marina, fue admitido en la Reichsmarine, asignado a la 2.ª sección de instrucción del Báltico y allí ascendió a teniente de navío el 1 de enero de 1921. Del 1 de julio de 1922 al 1 de marzo de 1925 Förste fue comandante del Torpedero T 143 y luego del T 141. El 28 de septiembre de 1925 fue nombrado segundo oficial del estado mayor de la Estación Naval del Báltico. Del 20 de abril al 5 de octubre de 1927 quedó disponible pendiente de destino y luego realizó un curso de comandante, durante el cual fue ascendido a capitán de corbeta el 1 de noviembre de 1928. Terminado el curso, siguió la fase de instrucción y puesta a punto del crucero ligero Königsberg del 26 de febrero al 14 de marzo de 1929. Después fue durante un mes jefe de la marinería y tras el alistamiento del buque el 17 de abril, su primer oficial. Förste dejó el buque el 25 de septiembre de 1931 y fue destinado el 1 de octubre como perito en la Sección de Presupuestos de la Dirección de la Armada (Marineleitung). El 1 de octubre de 1933 fue ascendido a capitán de fragata y el 25 de septiembre de 1934 nombrado Jefe de la Sección. el 1 de septiembre de 1935 fue ascendido a capitán de navío, el 29 de septiembre de 1937 nombrado comandante del crucero ligero Karlsruhe y el 21 de mayo de 1938, del acorazado Gneisenau.
Förste seguía al mando de ese buque al comienzo de la Segunda Guerra Mundial an Bord, pero tras ascender el 1 de noviembre de 1939 a contraalmirante, fue relevado el 25 de noviembre, destinándosele el 6 de diciembre al Astillero de la Kriegsmarine en Wilhelmshaven, donde fue jefe de la Sección Central y luego Jefe del Estado Mayor hasta el 3 de febrero de 1941. Allí fue ascendido a vicealmirante el 1 de septiembre de 1941. Tras la ocupación alemana de Grecia, Förste fue nombrado el 27 de septiembre de 1941 Almirante del Egeo, denominación que cambió el 1 de febrero de 1943 por la de Almirante al Mando del Egeo. Al ascender a almirante el 1 de marzo de 1943, Förste fue nombrado Almirante al Mando de la Estación Naval del Mar del Norte. Desde el 22 de junio de 1943 y hasta su apresamiento el 10 de julio de 1945, Förste fue Comandante en Jefe de la Comandancia de Marina del Norte.
Förste permaneció como prisionero de guerra de los británicos hasta el 20 de enero de 1947.

## Condecoraciones
- Cruz de Hierro (1914) de 2.ª y 1.ª Clase[2]
- Medalla de Submarinos (1918)[2]
- Medalla de Herido de la Armada en negro[2]
- Cruz de Caballero de 2.ª Clase de la Orden de Alberto con Espadas[2]
- Broche de la Cruz de Hierro de 2.ª y 1.ª Clase
- Cruz Alemana de Oro el 25 de mayo de 1943[3]

## Obras
- Die deutsche Flagge über See. Von der Auslandstätigkeit deutscher Kriegsschiffe. Detke, Leipzig 1934. Después de la Segunda Guerra Mundial, en la Zona de ocupación soviética fue incluido en la Lista de libros prohibidos.[4]